# Andrej Karabeleš
Andrej Karabeleš (24. září 1906 Tybava – 4. září 1964 Mukačevo) byl rusínský básník, spisovatel a pedagog.

## Život a dílo
Narodil se ve vesnici Tybava (maďarsky Havasalja), která je součástí obce Svaljava v Mukačevském okrese v Zakarpatské oblasti Ukrajiny. Studoval na mukačevském gymnáziu s vyučovacím jazykem rusínským (1918-1925), na řeckokatolickém teologickém semináři v Užhorodu (1925-1928) a na Karlově univerzitě (Praha, 1929-1934). Během studií vydal v ruštině dvě sbírky básní („Vybrané básně“, 1928; „V paprscích světla“, 1929), plné mystiky a pesimistického nadhledu. V roce 1932 se zřekl řeckokatolické víry a přestoupil k pravoslaví (1932). Po absolutoriu učil na základních školách na Podkarpatské Rusi (1934-1937), později na gymnáziích v Chustu a Mukačevu (1937-1938).
Po anexi Podkatpatské Rusi horthyovským Maďarskem se přestěhoval do Litomyšle. Za svou činnost v protifašistickém odboji byl zatčen a od roku 1942 až do konce války v koncentračních táborech v Mauthausenu a Buchenwaldu. Zážitky z tohoto období popsal ve sbírce esejů nazvané „Na smrtelné hranici“ (1953). Po válce se vrátil do Československa; v letech 1945–1953 byl ředitelem českého gymnázia ve Svitavách. V roce 1953 se přestěhoval do Prešova, kde začal na Filologické fakultě učit ruský jazyk a literaturu. Přestože byl členem ukrajinské sekce Svazu spisovatelů Slovenska, nadále psal v ruštině.
Během politické krize v roce 1956 otevřeně vystupoval proti komunistickému režimu, za což byl vyloučen ze Svazu spisovatelů. Na sovětské Zakarpatské Ukrajině komunističtí ideologové zahájili proti němu kampaň a kritizovali jeho práci. Vážně nemocný spisovatel se v roce 1964 vrátil na Ukrajinu, kde téhož roku v Mukačevu zemřel.